# Jason McCartney (homme politique)
Pour les articles homonymes, voir Jason McCartney.
Jason Alexander McCartney (né le 29 janvier 1968) est un homme politique du Parti conservateur britannique qui est député de Colne Valley dans le Yorkshire de l'Ouest de 2010 à 2017 et de 2019 à 2024. Il est un ancien journaliste sportif télévisé.

## Jeunesse et carrière
McCartney est né en janvier 1968 à Harrogate, West Riding of Yorkshire. Il fait ses études à la Lancaster Royal Grammar School. Il est ensuite officier dans la Royal Air Force pendant neuf ans, effectuant des missions à Las Vegas, en Turquie et en Irak. Après avoir atteint le grade de Flight lieutenant, il démissionne de sa commission en 1997.
Après avoir étudié pour un diplôme de troisième cycle en journalisme de radiodiffusion,  McCartney travaille comme journaliste pour BBC Radio Leeds, interviewant notamment le secrétaire d'Irlande du Nord Mo Mowlam en 1997. À partir de 1998, il travaille comme présentateur sur Calendar News d'ITV.
McCartney se présente comme un candidat libéral démocrate pour le quartier Pudsey du conseil municipal de Leeds en 2006.
Il change ensuite d'affiliation et est choisi comme candidat parlementaire conservateur pour Colne Valley en mars 2007.

## Député
McCartney se présente aux élections générales de 2010, gagnant le siège de Colne Valley avec une majorité de 4 837 voix et remplaçant Kali Mountford du Labour. Il prononce son premier discours le 17 juin 2010 lors d'un débat sur l'économie, exprimant son soutien aux bureaux de poste ruraux locaux.
En novembre 2010, William Hague nomme McCartney à la délégation britannique de l'Assemblée parlementaire de l'OTAN. McCartney siège au Comité des transports entre 2013 et 2015.
Il est l'un des rares députés conservateurs à avoir voté contre une augmentation du plafond des frais de scolarité universitaires et soutient la nécessité d'un référendum sur l'UE.
McCartney soutient le Brexit lors du référendum d'adhésion à l'Union européenne de 2016. Il vote pour rejeter un amendement au projet de loi sur le Brexit qui exigeait une analyse de l'impact de la sortie de l'UE sur le NHS.
McCartney est battu par la candidate du Parti travailliste Thelma Walker, aux élections générales de 2017. Après la défaite, il révèle que le Premier ministre, Theresa May, l'avait contacté pour s'excuser et accepter la responsabilité de sa défaite.
McCartney est réélu au Parlement aux élections générales de 2019, reconquérant Colne Valley avec une majorité de 5103 voix. En mai 2020, McCartney appelle à la démission du conseiller en chef du gouvernement, Dominic Cummings. Il est battu en 2024.

## Vie privée
McCartney vit à Honley, dans le Yorkshire de l'Ouest, et a deux enfants.